# Nev Schulman
Pour les articles homonymes, voir Schulman et Schulmann.
Yaniv Schulman dit Nev né le 26 septembre 1984 à New York aux  États-Unis est un producteur, acteur, photographe et animateur de télévision américain. Il est surtout connu pour le documentaire de 2010 Catfish et la série télévisée suivante Catfish: l'émission télévisée sur MTV, dont il est l'animateur et producteur exécutif.

## Biographie

### Jeunesse
Nev Schulman est né à New York. Il a un frère aîné Ariel, qui est acteur et cinéaste. Ils sont d'ascendance juive allemande, russe, polonaise et roumaine.
Il a étudié la photographie et la danse au Sarah Lawrence College de 2004 à 2006, il a admis en avoir été renvoyé après avoir frappé une étudiante.

### Vie personnelle
En mai 2016, Schulman a annoncé qu'il attendait son premier enfant, une petite fille, avec sa petite amie, Laura Perlongo. Le couple s'est fiancé le 23 mai 2016. Laura a donné naissance à leur fille, Cleo James, le 21 octobre 2016. Le 22 juillet 2017, Schulman et Perlongo se sont mariés. En août 2018, le couple a annoncé qu'il attendait son deuxième enfant, un garçon. Le 9 janvier 2019, Perlongo a donné naissance au deuxième enfant du couple, Beau Bobby Bruce. En avril 2021, Schulman et Perlongo a annoncé qu'il attendait son troisième enfant, un garçon. Le 25 septembre 2021, Perlongo a donné naissance au troisième enfant du couple.

### Carrière
À 19 ans, lui et son frère Ariel créent une société de production de films et de photographies[réf. nécessaire]. En 2004, Schulman a commencé à photographier des scènes de danse alors qu'il s'impliquait dans la communauté du ballet contemporain à New York. Il est membre fondateur du comité de jeunes dirigeants de l'organisation de jeunesse Leave Out Violence.
En 2010, Schulman est devenu le sujet du documentaire Catfish , tourné par Ariel et son partenaire commercial Henry Joost, dans lequel Schulman rencontre et tombe amoureux d'une femme qu'il a rencontrée en ligne, découvrant  plus tard qu'elle n'était peut-être pas exactement ce qu'elle prétendait être.
En 2012, Schulman est devenu l'animateur et producteur exécutif de la suite de l'émission Catfish: l'émission télévisée de MTV , avec son partenaire cinématographique Max Joseph, durant laquelle il présente des couples dans la vie réelle qui sont tombés amoureux en ligne mais qui ne se sont pas encore rencontrés physiquement.
Schulman a écrit un livre, Dans la vie réelle: amour, mensonges et identité à l'ère numérique (2014). Il y décrit son expérience lors du tournage de Catfish.
En 2018, Schulman a été suspendu de son émission à la suite d'une accusation de harcèlement sexuel. Peu de temps après, à la suite d'une enquête, l'accusation est jugée "non crédible" et la suspension levée,.